# The Ninth Hour
The Ninth Hour è il nono album del gruppo musicale finlandese Sonata Arctica, pubblicato il 7 ottobre 2016 dalla Nuclear Blast.
La registrazione è avvenuta presso diversi studi: Studio57 di Alaveteli (Finlandia), Kakkoslaatu Studio, Lanceland Room, Magic7-Studio di Pirkkala (Finlandia), Sected Location Studio, Warterworld Studio in North Yorkshire (Regno Unito), Eleven Productions di Indianapolis (USA).
Il missaggio è avvenuto presso Studio57 ed il mastering presso Chartmakers West ad Helsinki (Finlandia).

## Tracce
1. Closer to an Animal – 5:22
2. Life – 5:06
3. Fairytale – 6:38
4. We Are What We Are – 5:25
5. Till Death’s Done Us Apart – 6:06
6. Among the Shooting Stars – 4:10
7. Rise a Night – 4:28
8. Fly, Navigate, Communicate – 4:27
9. Candle Lawns – 4:32
10. White Pearl, Black Oceans Part II – "By the Grace of the Ocean" – 10:13
11. On the Faultline (Closure to an Animal) – 5:33

### Traccia bonus dell'edizione limitata
1. Run to You (Bryan Adams cover) – 3:30

### Edizione giapponese
1. Closer to an Animal – 5:22
2. Life – 5:06
3. Fairytale – 6:38
4. We Are What We Are – 5:25
5. Till Death’s Done Us Apart – 6:06
6. Among the Shooting Stars – 4:10
7. Rise a Night – 4:28
8. Fly, Navigate, Communicate – 4:27
9. Candle Lawns – 4:32
10. The Elephant (Bonus Track[2]) – 4:13
11. White Pearl, Black Oceans Part II – "By the Grace of the Ocean" – 10:13
12. On the Faultline (Closure to an Animal) – 5:33

## Formazione

### Gruppo
- Tony Kakko – voce, tastiere
- Elias Viljanen – chitarra
- Pasi Kauppinen – basso
- Henrik Klingenberg – tastiere
- Tommy Portimo – batteria

### Ospiti
- Troy Donockley – overton low whistle in We Are What We Are
- Aaron Newport – voce narrante in Closer to an Animal
- Mikko P. Mustonen – orchestrazioni in White Pearl, Black Oceans Part II – "By the Grace of the Ocean"

### Produzione
- Janne "ToxicAngel" Pitkänen – copertina, grafica
- Pasi Kauppinen – registrazione, missaggio
- Tónur Kálervóson – registrazione
- Victor Jobe – registrazione
- Svante Forsbäck – mastering
- Ville Juurikkala – fotografia